# 肖恩·斯梅尔茨
肖恩·斯梅尔茨（Shane Smeltz，1981年9月29日—）出生在德国的格平根，是一名新西兰足球运动员，他在职业生涯初年，尝试过很多位置最后才确定主踢前鋒的位置·并曾多次当选大洋洲足球先生。

## 簡介
1999年，肖恩·斯梅尔茨在澳大利亚球队黄金海岸城开始职业生涯。斯梅尔茨的球员生涯曾効力多支澳超联赛的球队，包括阿德莱德联、惠灵顿凤凰、黄金海岸联等球队。
斯梅尔茨2003年就入选了新西兰国家足球队，此后的四年他由于在英格兰低级别联赛中效力而没有入选国家队，2007年才重返国家队。 
2005年开始効力英格兰低級別联赛球队曼斯菲尔德城，半个赛季之后他又转会加盟AFC温布頓效力期间斯梅尔茨出场43次打进26球，2006年加盟哈利法克斯，不过他仅为球队打进两球。总括斯梅尔茨在英格兰联赛的表现並不如意。
斯梅尔茨进球效率惊人，在2007-2010年三个赛季中他分别效力于惠灵顿凤凰队和黄金海岸联队，共出场65次打进40球，兩次获得澳超联赛最佳射手，其中在2009-10赛季，斯梅尔茨打入了19个球，创造了新的澳超单赛季进球纪录。
斯梅尔茨在2010年世界杯大洋洲区预选赛中，5场比赛中打进8球。
2010年南非世界杯新西兰的三场小组赛中，斯梅尔茨均首发出场，新西兰队的两个进球都跟其有关，他贡献了1个进球1助攻表现出色。世界杯结束后斯梅尔茨收到了不少来自亚洲以及一些欧洲低级别联赛球队的邀请，斯梅尔茨最终选择了以30万澳元从黄金海岸联转会加盟中国球队山东鲁能並与球队签约两年。但在签约五天后斯梅尔茨在球队毫不知情的情况下擅自离开山东鲁能返回澳大利亚回归黄金海岸联。据澳大利亚媒体报道，斯梅尔茨是由于个人原因单方面毁约。

## 外部連結
- 斯梅尔茨:我正处于巅峰状态 来鲁能是为夺冠 （页面存档备份，存于）
- 世界杯国脚不辞而别 鲁能:已签约 离队是个人行为 （页面存档备份，存于）
- 澳媒披露斯梅尔茨爽约原因：他不想让妻儿定居济南